# NGC 7764A-2
NGC 7764A-2 is een spiraalvormig sterrenstelsel in het sterrenbeeld Phoenix. Het hemelobject werd op 4 oktober 1836 ontdekt door de Britse astronoom John Herschel.

## Synoniemen
- ESO 293-8
- MCG -7-1-1
- AM 2350-410
- PGC 72762